# Chiro Takashi
Ichiro Takagi (高木イチロー, Takagi Ichirō), mais conhecido como Chiro Takashi (チロー・タカシ, Chirō Takashi) ou apenas Chiro (チロ, Chiro), é o protagonista principal da série de animação nipo-americana da Jetix, Super Esquadrão dos Macacos Robôs (no original: Super Robot Monkey Team Hyperforce Go!). Chiro é inicialmente hesitante em aceitar seu papel como líder da Hiperforça, mas gradualmente passa a aceitar seu destino de se tornar um defensor do Shuggazoom e, mais tarde, do universo. Seu dublador americano é Greg Cipes e sua seiyū japonesa é Rica Matsumoto; a versão brasileira é dublado por Charles Emmanuel.

## Personagem
Chiro é o atual líder da Hiperforça. Ele tem 13 anos na primeira temporada, completou 14 anos em Um Homem Chamado Krinkle. De acordo com o cartão de seu colecionador, ele é um garoto pesando 125 libras e mede 1,70m. Ele pilota a Ignição do Tronco 1, o tronco do Super Robô, e sua arma consiste principalmente no Poder Primata.
Chiro é um jovem adolescente de 14 anos, de pele clara, com cabelos pretos e olhos azuis. Quando ele não está salvando a cidade de Shuggazoom, ele geralmente é visto no que parece ser um uniforme escolar, composto por um jumper vermelho e calça jeans azul. Se ele tiver que salvar a cidade de Shuggazoom, Chiro usará um traje de super-herói branco com botões azuis, botas grandes e azuis, um cachecol longo e laranja, luvas e uma máscara laranja.

## Personalidade
Sendo o líder, ele ainda está aprendendo sobre o trabalho e o Poder Primata. Ele é muito extrovertido e tende a agir como qualquer garoto típico de 13 a 14 anos: adora videogames, fliperama e tenta impressionar as garotas em muitas ocasiões. Ele se importa profundamente com seus amigos. Às vezes, Chiro é muito impulsivo e teimoso, uma característica que tende a colocá-lo, e todo mundo com ele, em problemas, como em Abismo Sem Fim. Ele também não tem a capacidade natural de voar, muitas vezes usa um jet pack dado a ele no mesmo episódio.
Chiro é um grande fã dos Cavaleiros do Sol, um grupo de super-heróis da TV com poderes reais.
Como afirmado anteriormente, ele tem controle sem precedentes do Poder Primata e também do escolhido. Seu controle sobre ele em Chiro Contra Chiro levou Antauri a comentar: "Chiro, nunca vi esse controle do Poder Primata. Nem mesmo por meus próprios mestres". Ser o escolhido também significa que ele está destinado a encher os sapatos hipotéticos de Mandarin. Infelizmente, isso geralmente vem à sua cabeça.

## História
Como explicado na abertura, Chiro estava explorando os arredores da cidade de Shuggazoom quando encontrou o Super Robô. Ele ganhou o poder de possuir o Poder Primata, despertou os macacos robôs dormindo por dentro e se tornou o líder da Hiperforça. Ele se tornou um amigo íntimo de todos os outros membros da equipe em suas aventuras com eles.
Fora isso, muitas partes do passado de Chiro ainda permanecem um mistério completo. Sua história de fundo foi tocada apenas algumas vezes. No episódio O Rei Esqueleto, Chiro e Gibson se deparam com uma sala cheia de vários brinquedos e roupas. Chiro comenta sombriamente que o material é dele "de muito tempo atrás". Em Noite do Medo, Chiro se transformou em uma criança pequena vestindo uma roupa anteriormente apresentada na sala. Aparentemente, seu maior medo é ser fraco e impotente. Desses pontos, parece que Chiro pode ter um passado difícil. Segundo alguns funcionários, Chiro é um garoto com chave de trava.
Desde que pouco se sabe sobre Chiro. Ele se torna objeto de muitas teorias de fãs. Algum estado antes de Chiro encontrar o Super Robô retratou Chiro como um órfão com pais abusivos, ou seus pais morreram e seus parentes ocuparam a casa do Chiro e o maltrataram, ou o Rei Esqueleto fez seus pais como prisioneiros ou os enviou para algum outro planeta ou  galáxia. Alguns acreditam que o rei esqueleto matou seus pais. Alguns até acreditam que o rei dos esqueletos se relaciona com Chiro de alguma forma, a forma mais comum dessa teoria é que ele é o pai do Chiro.
No episódio Eu, Chiro, Antauri morre e sua alma entra no corpo do Chiro. Que por sua vez, Chiro se transforma em um macaco, até os próximos 2 episódios em que Chiro volta ao normal.

## Poderes
Os poderes do Chiro vêm da entidade do Poder Primata dentro dele. Ele pode utilizar eletrocinese, como visto nos ataques Chute Relâmpago e Soco Trovão. Ele também é visto utilizando o Poder Primata para combate.
- Soco Trovão: Um soco baseado em eletricidade.  Usado com muita frequência.
- Chute Relâmpago: Um chute baseado em eletricidade. Usado com frequência, mas não com a mesma frequência que Soco Trovão após as primeiras temporadas.
- Chiro Spearo: Um raio lançado por Chiro. Novamente, não é usado com tanta frequência após as primeiras temporadas.
- Grito Mental Primata: Um ataque de energia que sai da boca. Usado mais comumente por Antauri.
- Primata Fu: Uma explosão de energia verde que se concentra em um feixe ou irradia por todo o corpo.
- Primata Interior: Um campo de força verde semelhante a um gorila em torno de Chiro.
- Arremesso Primata: Um arremesso pode empurrar o inimigo. É como Primata Fu, exceto que vem de mãos, mostradas em O Segredo do Sexto Primata.
- Artes Marciais: A Hiperforça treina-o na luta.
- Aura Primata: Chiro absorve o primata interior e irradia com energia verde. Usado apenas em Os Mestres do Antauri.